# Edgar F. Codd
Edgar Frank "Ted" Codd (Portland, Dorset, Engleska,  23. kolovoza 1923. – 18. travnja 2003.) bio je britanski računalni znanstvenik koji je značajno doprinio teoriji relacijskih baza podataka.
Dok je radio za IBM, stvorio je relacijski model za upravljanje bazom podataka. Značajnije je doprinio i ostalim poljima računarstva, ali relacijski model, vrlo utjecajna općenita teorija upravljanja podacima, ostaje njegovo najznačajnije postignuće.

## Životopis
Edgar Frank Codd rođen je u Portlandu, Dorset, u Engleskoj. Nakon pohađanja Poole Grammar School studirao je matematiku i kemiju na koledžu Exeter pri Oxfordu, prije nego što je služio kao pilot u Royal Air Force za vrijeme Drugog svjetskog rata. Godine 1948. preselio se u New York kako bi radio za IBM kao matematički programer. Godine 1953., nakon što ga je ražestio senator Joseph McCarthy, preselio se u Ottawu u Kanadi. Desetljeće kasnije vraća se u SAD, gdje stječe doktorat iz računarstva na Sveučilištu Michigan u Ann Arboru. Dvije godine kasnije preselio se u San Jose u Kaliforniji kako bi radio u IBM-ovom istraživačkom centru Almaden Research Center.
Tijekom 1960-ih i 1970-ih radio je na svojim teorijama slaganja podataka; godine 1970. objavio je dokument A Relational Model of Data for Large Shared Data Banks, nakon internog IBM papira godinu dana ranije. IBM se nije poslužio njegovim prijedlozima sve dok ih nisu počeli ostvarivati rivali.
U početku je IBM odbio implementirati relacijski model kako bi očuvao prihode od IMS/DB-a. Codd je tad pokazao IBM-ovim mušterijama potencijale ostvarenja svojeg modela, a oni zbog toga počinju vršiti pritisak na IBM. IBM je u svoj projekt Future System uključio potprojekt System R, ali na čelo njega postavio je razvijatelje koji nisu bili u potpunosti upoznati s Coddovim idejama, i stoga su izolirali sam tim od Codda. Zbog toga nisu koristili Coddov jezik Alpha, nego su stvorili nerelacijski SEQUEL. Čak i tad SEQUEL je bio toliko superiorniji predrelacijskim sustavima da ga je Larry Ellison kopirao u svojem Oracle DBMS-u na temelju papira predstavljenog na konferencijama prije nego što je pušten u prodaju – a Oracle DBMS pušten je u prodaju prije SQL/DS-a. Zbog dotad već vlasničkog statusa izvornog naziva SEQUEL je preimenovan u SQL.
Nastavio je razvijati i proširivati svoj relacijski model, ponekad u suradnji s Chrisom Dateom. Jedna od normaliziranih formi, Boyce-Coddova normalna forma, imenovana je po Coddu. Kako je relacijski model počeo biti u modi ranih 1980-ih, Codd je pokušavao spriječiti prodavače baza podataka koji su samo staru tehnologiju okrstili relacijskom u zloupotrebi naziva. Kao rezultat ove kampanje objavljuje 12 pravila koja definiraju točno ono što sačinjava relacijsku bazu podataka. Njegova se kampanja proširila sve do jezika SQL, koji je smatrao krajnje netočnom implementacijom teorije. Zbog toga njegov je položaj u IBM-u postao nezgodan te ga je stoga napustio kako bi s Chrisom Dateom i drugima osnovao vlastitu tvrtku za konzultiranje.
Skovao je naziv OLAP i napisao dvanaest zakona mrežnog analitičkog procesiranja, iako oni nikad nisu istinski prihvaćeni nakon što je otkriveno da je rad sponzorirao prodavač programske podrške. Također je proširio ideje o relacijskom modelu kako bi pokrio problem dizajn baza podataka u svojem RM/T-u. Codd je također doprinio u području staničnih automata.
Dobio je Turingovu nagradu 1981. godine, a 1994. je postao Fellow of the Association for Computing Machinery
Edgar F. Codd umro je od srčanog udara u svom domu na otocima Williams na Floridi u 79. godini života, na petak 18. travnja 2003.
Godine 2004. SIGMOD je preimenovao svoju najvišu nagradu, SIGMOD Innovations Award, u njegovu čast.